# Kanalkamera

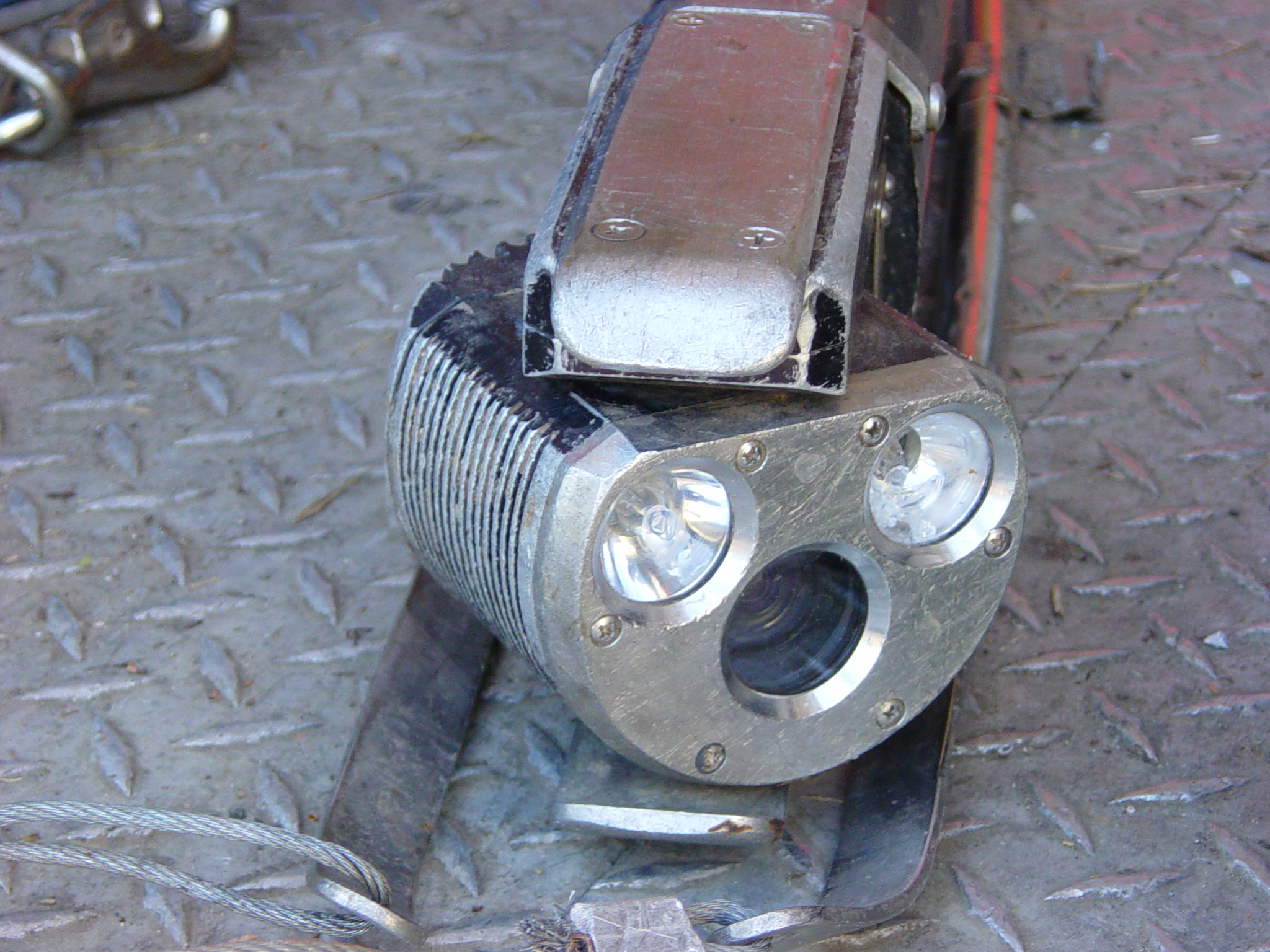
Vorderansicht einer Inspektionskamera für den Einsatz in Kanälen

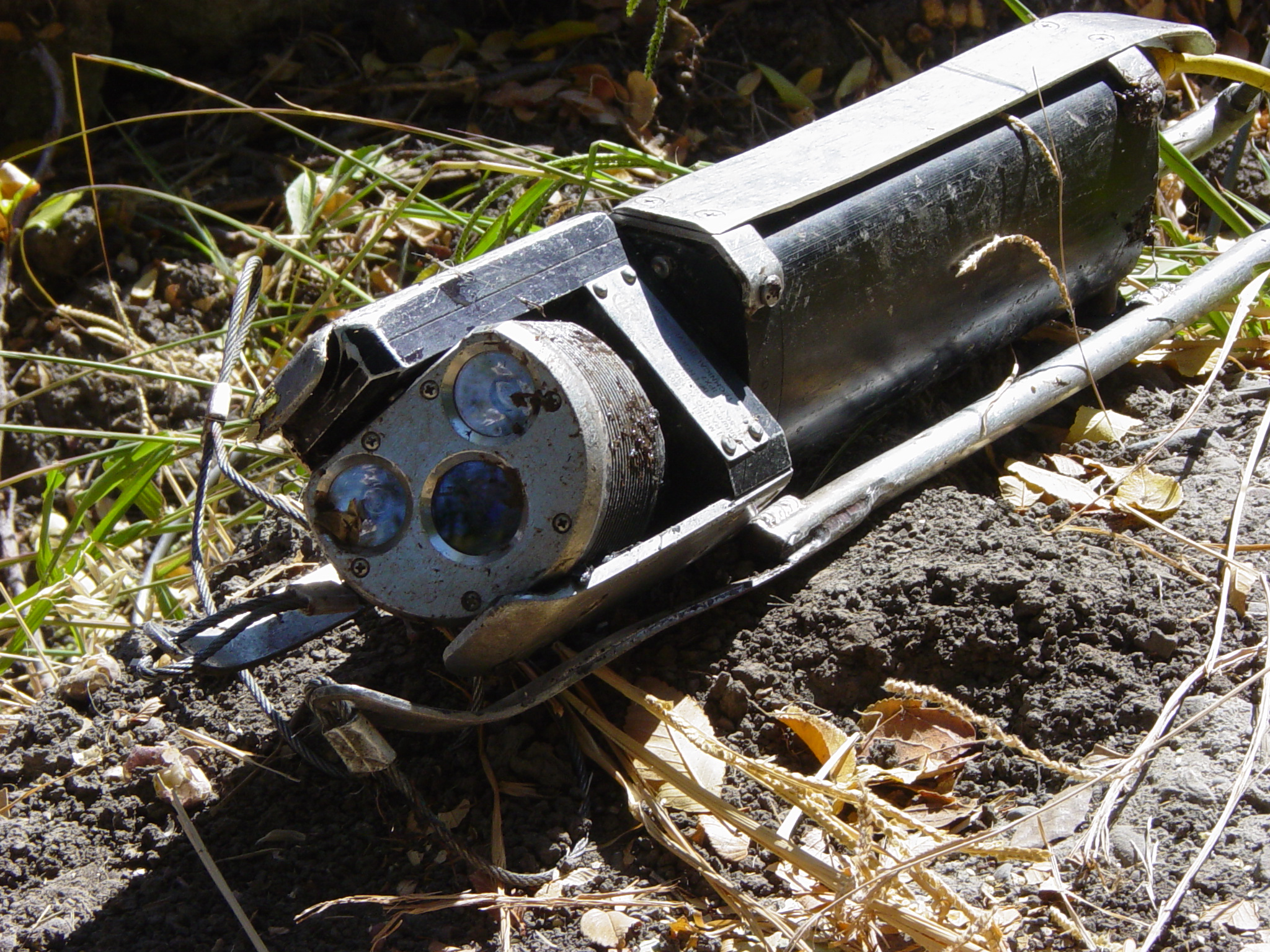
Kameraschlitten nach einem Einsatz

Kanal- bzw. Inspektionskameras werden zur Inspektion von Bereichen genutzt, die für den normalen Arbeiter nicht mehr zugänglich sind. Sie werden besonders in Rohren, Kanälen, Kaminen oder Ähnlichem eingesetzt.

## Aufbau von  Kanalkameras
- Schiebekopf-Kameras

Die Kanalkameras werden an das Ende eines Schiebekabels montiert und auf diese Weise in das zu untersuchende Objekt gebracht. Die Kanalkamera muss mit Strom und einem Datenkabel versorgt werden, das ebenfalls über das Schiebekabel erfolgt. Umhüllt ist die Kanalkamera mit einem Gehäuse aus Metall. Der Kanal wird mit einem Leuchtmodul ausgeleuchtet, das das Objektiv der Kanalkamera umgibt.
- Kanalkameras mit Fahrgestell

Um Orte zu erreichen, die mit Schiebekopf-Kameras unerreicht bleiben, werden z. B. Modul-Kameras mit Raupen-Antrieb verwendet.

## Einsatz von Kanalkameras
Kanalkameras werden eingesetzt, um Schadstellen und Blockierungen innerhalb eines Rohres oder einer Wasserleitung zu orten. Erkannt werden vielfältige Mängel, von kleinen Rissen bis hin zu größeren Rohrbrüchen. Aber auch Kalk- und Schmutzablagerungen, die den Durchfluss des Wassers erheblich behindern, können zuverlässig aufgespürt werden. Dabei hat der Einsatz einer Kanalkamera den Vorteil, dass im Schadensfall nicht das komplette Rohr freigelegt und auseinander montiert werden muss, sondern gezielt die defekte Stelle repariert werden kann.

## Das Leuchtmodul für die Kanalkamera
Idealerweise ist das Objektiv einer Kanalkamera mit einem Leuchtmodul umgeben, damit der zu untersuchende Gegenstand ausgeleuchtet werden kann. Das Leuchtmodul ist mit einer kreisförmigen Leiterplatte, versehen und mit Halogenlampen oder Leuchtdioden ausgestattet. Um besonders im Nahbereich eine verbesserte Ausleuchtung der Untersuchungsumgebung zu erreichen, wurde durch ein patentiertes Verfahren die Leiterplatte verbessert, um zwei verschiedene Beleuchtungskörper einzusetzen.

## Sonstiges
Zur Kanalinspektion werden nicht nur Kameras, sondern auch Druckprüfsysteme verwendet.